# El Círculo de Bletchley

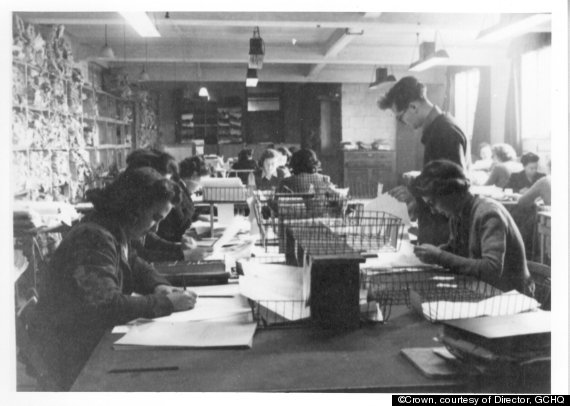
Mujeres en Bletchley Park

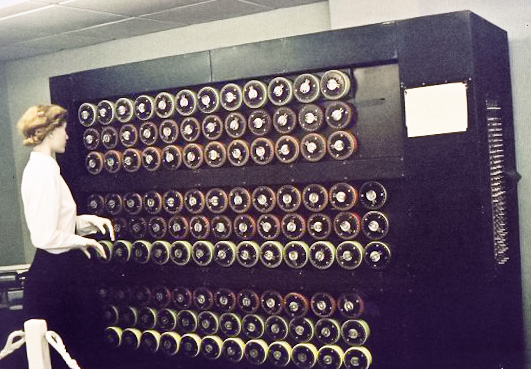
La máquina de Turing en BletchleyPark

El Círculo de Bletchley, o en el original inglés, The Bletchley Circle es una miniserie británica de misterio emitida por televisión, ambientada en la Inglaterra de la década de 1950. Cuenta la historia de cuatro mujeres que trabajaron en Bletchley Park, el centro de desencriptación de códigos del ejército británico durante la Segunda Guerra Mundial. Descontentas con el fracaso de los funcionarios encargados de la investigación de una serie de crímenes complicados, estas mujeres se vuelven a reunir diez años más tarde para investigarlos por su cuenta.

## Temporadas
El primer episodio de la miniserie (dividido en tres partes), producido por ITV, se emitió originalmente en el Reino Unido en 2012 y se estrenó en Estados Unidos en abril de 2013 en Public Broadcasting Service.
La segunda temporada (compuesta por dos episodios, ambos divididos en dos partes) se estrenó en ITV en enero de 2014, y en la PBS en abril del mismo año. Las dos temporadas se transmitieron posteriormente por la televisión ABC TV de Australia. En Cataluña, se ha estrenado en TV3 el 27 de diciembre de 2016. El 30 de diciembre del mismo año se ha emitido el último episodio. 

Las ficciones de época británicas siempre son una garantía de calidad. Esta serie dramática de intriga escrita por Guy Burt (The Borgias) quiere rendir homenaje, como otras producciones británicas, como "Callo the midwife", a las muchas mujeres subestimadas e ignoradas en su tiempo. Una mezcla perfecta de ficción de época con thriller y género de investigación con buenas tramas, interpretaciones de peso y un toque de cine negro de los 50.
TV3 a la carta

 La miniserie no ha continuado una tercera temporada.

## Argumento
Susan, Millie, Lucy y Jean trabajaron juntas en una instalación secreta de Bletchley descifrando códigos militares alemanes para el ejército británico, durante la Segunda Guerra Mundial. Tras una breve introducción que muestra al espectador el trabajo fundamental que hacían las cuatro mujeres en Bletchley durante la guerra, la serie comienza en 1952, siete años después de que terminara la guerra, cuando las cuatro han vuelto a sus vidas habituales. A medida que la historia arranca, Susan se entera de una serie de asesinatos que han tenido lugar en Londres, y empieza a reconocer patrones que conectan los homicidios. Esto lo inspira a volver a su pasado de descifradora de códigos. Su investigación se complica e intenta convencer a la policía para que tenga en cuenta su teoría sobre los crímenes, pero sin éxito. Entonces decide ponerse en contacto con Millie, y más tarde también con Lucy y con Jean.
Como todas firmaron órdenes de secreto en relación con su labor durante la guerra, las dos mujeres casadas (Susan y Lucy) disfrazan sus actividades de investigación bajo la apariencia de un club de lectura a ojos de sus maridos. No consiguen la participación de la policía, y deciden tratar la investigación como un código, que es su especialidad, y empiezan a hacer trabajo de campo por su cuenta, con consecuencias peligrosas en varias ocasiones. Escenas de tranquilidad doméstica se contrastan con escenas del asesino con sus víctimas. Si bien de entrada no parecen dispuestas a participar en la investigación, Millie, Jean, y Lucy se animan a ayudar a Susan una vez se dan cuenta del peligro que corren las vidas de muchas mujeres. La serie contrasta las vidas convencionales pero muy diferentes de las cuatro mujeres y el sentido de utilidad que sentían mientras descifraban códigos durante la guerra. Al final de la temporada 1, las mujeres se ven obligadas a enfrentarse cara a cara con el hombre que sospechan que es el asesino...

## Personajes y reparto
- Susan (Haberes) Gray (Anna Maxwell Martin) 
Nueve años después de su servicio durante la guerra, Susan comienza su vida como ama de casa y esposa de Timothy Gray, padres de dos niños pequeños (Claire y Sam). Cuando se producen una serie de brutales asesinatos en Londres, enseguida detecta un patrón. Pero no puede convencer a la policía para que investigue los patrones que evidencian un encadenamiento de asesinatos en serie. Se da cuenta de que, si quiere descifrar el código del asesino, deberá pedir ayuda a tres excolegas de Bletchley.
El personaje de Susan Gray conserva la afición por los problemas de lógica y los enigmas, pero lleva una vida gris. Está preocupada por la mundanidad de su vida actual, especialmente cuando recuerda la satisfacción que sentía cuando descifraba códigos durante la guerra y su intención de viajar por el mundo.

Anna Maxwell Martin (South Riding, "Bleak House) ha ganado dos premios BAFTA. 

"No está mal para unas chicas corrientes de oficina".
Susan

- Millie (Rachael Stirling) 
Millie es una mujer independiente, fuerte y de mentalidad abierta y libre. Conocemos su deseo de no ser nunca ordinaria, y transmite este sentimiento a su amiga Susan en sus fotografías y postales. Ella y Susan pierden el contacto después de la guerra. Mientras que Susan decide seguir adelante con un estilo de vida más convencional, Millie viaja por el mundo y busca la aventura después de la guerra, pero finalmente vuelve a Londres cuando se queda sin dinero.
Millie toma la decisión de pedir a Lucy y a Jean que también se sumen a la investigación, dado que cada una domina una especialidad concreta. Mientras que Susan sabe encontrar patrones escondidos, Millie es buena con los mapas y con las lenguas; el fuerte de Lucy es la memorización de datos y Jean puede acceder a datos (informes, documentos, expedientes ...) de acceso restringido. Deja su trabajo de camarera en un restaurante y, más tarde, trabaja de traductora (habla idiomas, de entre los que el alemán y el ruso) y tiene ahorros que salen de transacciones de contrabando, donde está metida.

Rachael Stirling (Women In Love, Boy Meets Girl, Tipping the Velvet) 

¡Nunca seas ordinario!
Millie

- Lucy (Sophie Rundle) 
Lucy es el personaje más joven del Círculo y el más preocupado por los acontecimientos que rodean la investigación. Es el personaje más emocional e inocente, pero a la vez es una persona inteligente, valiente y comprometida. Su primo sirve en el norte de África durante la guerra, y ella está casada con un hombre violento e indolente, Harry, que le pega. Lucy tiene una memoria fotográfica extraordinaria y se especializa en la retención y el procesamiento de datos. Su talento especial es inmensamente útil en sus investigaciones. Tras dejar a su marido con ayuda de sus amigas, Lucy consigue un trabajo de auxiliar administrativa en Scotland Yard.

Sophie Rundle (Episodes, Peaky Blinders)
- Jean McBrian (Julie Graham) 
Jean, el personaje más importante del Círculo, trabajó como supervisora de las chicas en Bletchley, en el barracón 4. Después de la guerra, Jean trabaja de bibliotecaria, y Susan y la Millie la buscan con el objetivo de pedirle que se una al equipo para poder conseguir información secreta gracias a sus muchas conexiones y contactos, y su conocimiento sobre cómo obtener la información correcta. Es una mujer responsable, disciplinada, con un gran sentido de la justicia y de la protección de, como ella las llama, «sus chicas» (las que tenía a su cargo).

Julie Graham (Lapland, Doc Martin) 

"Perdone, pero ha cogido cuatro ejemplares del mismo libro. Esto no lo hace cuatro veces mejor...".
Jean McBrian, refiriéndose a los ejemplares de Grandes Esperanzas que Susan coge para llamar su atención

"Esta chica tiene entre sus libros de cabecera El Paraíso perdido. No es una idiota".
Jean McBrian, hablando de Lizzie Lancaster

- Timothy Gray (Mark Dexter) 
Timothy Gray es un veterano de la guerra y el marido de Susan Gray, que ahora trabaja en el Ministerio de Transportes. No sabe nada del servicio que Susan hizo durante la guerra como decodificadora. Además, el personaje de Susan le oculta las actividades de investigación del Círculo, y esto causa una cierta tensión en la relación. Cree que el talento de su esposa es simplemente ser "muy buena para los crucigramas" y está convencido de que lo que hacía durante la guerra eran «trabajos de oficina» en el Ministerio de Asuntos Exteriores. Timothy ambiciona un ascenso a un alto cargo del Ministerio del Interior o al Foreign Office, y teme que las teorías de Susan pongan en peligro su oportunidad de avanzar en su carrera profesional. Sin embargo, finalmente le ascienden a supervisor de licencias de vehículos.

"Me gusta ver tu sonrisa. Lo tendrías que haber hecho antes".
Timothy Gray

- Harry (Ed Birch) 
Harry es el marido controlador de Lucy, que le pega con dureza en varias ocasiones y hace un seguimiento constante de su paradero. Harry golpea gravemente Lucy cuando sospecha erróneamente que le ha sido infiel. El personaje de Harry es desconfiado y propenso a la violencia.

"Unas mujeres preguntan por ti. Si son de la Liga Femenina, les puedes enviar a hacer gárgaras y que vayan a marear otra gente".
Harry

- Subjefe Wainwright (Michael Gould) 
También veterano de guerra, el subjefe Wainwright de la policía sirvió junto con Timothy Gray durante la guerra y ahora dirige la división de la Policía Metropolitana local. El subjefe Wainwright deduce la tarea secreta de Susan durante la guerra e investiga algunas de sus primeras teorías, pero empieza a rechazar con cortesía las intervenciones de Susan cuando nota que sus teorías la están llevando por una dirección equivocada. Finalmente, se da cuenta de la utilidad de todo lo que dice Susan y se disculpa con ella.

Creo que no se da cuenta de como se ven las cosas desde mi lado de la mesa. [...] Usted no  tiene ninguna prueba de esto; lo basa todo en especulaciones, en imaginaciones, en teorías. Teorías que entorpecen el trabajo de la policía. [...] Tengo mis responsabilidades, señora Gray: la de encontrar el autor de los crímenes, pero también la tengo con usted y con Timothy, con los dos. Estoy convencido de que él no tiene ni idea de lo que está haciendo usted. Como tampoco sabe el que hacía durante la guerra. Pero, si piensa continuar adelante con este... disparate, lo aviso que todo ello tendrá consecuencias.
subcap Wainwright, a Susan Gray

- Compton DCI (Simon Sherlock) 
El inspector de Compton es un oficial de policía incompetente que no entiende el significado de los patrones en los delitos complejos que Susan le presenta. Cuando el Comisionado Adjunto de Wainwright se muestra escéptico acepta hablar con ella, pero desprecia todas sus teorías y la trata con condescendencia.
- Lizzie Lancaster (Faye Marsays) 
Hija biológica del Alice Merrit y de John Richards, que fue dada en adopción sólo con el nombre de Elizabeth. Tiene diecisiete años y vino de York Shire hace un año, que es cuando alquiló el piso donde vivo. Trabaja en J.Moran & Compañía. Cuando se reencuentra con el Alice empieza a estudiar magisterio.

## Críticas
Tras su estreno en Estados Unidos -que se emitía después de los episodios de Call the Midwife and Mr Selfridge - Variety describía El Círculo Bletchley como «inteligente, adictiva y situada en un fascinante momento histórico». Tras la primera temporada, The New York Times dijo que la serie había encontrado «una manera inteligente y entretenida de rendir homenaje a las mujeres que en su tiempo a menudo fueron pasadas por alto y subestimadas, y a pesar de todo encontraron maneras de no ser nunca corrientes».